# Крылатка (одежда)

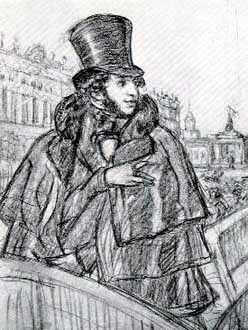
Пушкин в крылатке. Рисунок Б. М. Кустодиева. 1915

Крыла́тка — мужское безрукавное пальто из сукна или драпа с длинной пелериной и прорезями для рук. Название происходит по ассоциации формы пелерины с птичьим крылом. Пелерин на крылатке могло быть несколько. Крылатка появилась в России по аналогии с европейским мужским пальто макферлейн и обнаруживала большое сходство с фасоном «николаевской шинели», за единственным исключением — отсутствием рукавов. В рассказе А. П. Чехова «Тайный советник» учитель был одет в парадную крылатку с рукавами. Крылатка пользовалась успехом в студенческой среде того времени благодаря своей практичности и удобству: под неё можно было надеть много тёплых вещей. В 1901 году для морских офицеров был введён плащ-накидка из прорезиненной ткани с отложным воротником и капюшоном, который также назывался «крылатка».
Образ носившего крылатку Циолковского отразился в поэзии:

Он путь пролагал без оглядки
к светилам, мерцавшим во мгле,
старик, в неизменной крылатке
ходивший по нашей земле.

(Я. В. Смеляков. Несколько слов о Циолковском: «В те дни, когда мы увлеченно…» (1958))